# 콩기라트
콩기라트(몽골어: ᠬᠣᠩᠭᠢᠷᠠᠳ Qonggirad, 弘吉剌)는 에르게네쿤에 거주했던 몽골에서 유래하는 평민 몽골인 집단인 두릴리킨 몽골의 한 부족이었다. 중국과 조선의 사서에서 한자로는 옹길랄(翁吉剌), 홍길랄(洪吉剌), 홍길렬(弘吉列), 홍길자(弘吉刺), 홍길자(洪吉刺), 황길랄(晃吉剌), 옹길렬(雍吉烈), 옹길리(瓮吉里), 옹길라이특(翁吉剌惕等) 등으로 기록되었다.
칭기즈칸의 황후 보르테, 쿠빌라이의 황후 차브이, 테무르의 모친 코코진 등의 출신 부족으로, 이들은 쿠빌라이, 테무르의 2대에 걸쳐 원나라의 외척으로 권세를 누렸다.
1281년에 차브이가 사망하며 군주 후, 비의 궁과 소속영지, 재산은 동일 부족 출신의 후, 비가 상속하는 몽골의 전통을 따라 생전의 차브이가 모은 막대한 재산을 친김 태자의 태자비 코코진이 상속하였다.
테무르의 황후 브르간은 곤기라트부의 출신이 아니었기 때문에 귀족의 힘을 억누르기 위해 테무르의 종제였던 안서왕 아난다를 황제로 맞이했으나, 방계 즉위에 의해 기득권을 위협받는 것을 두려워한 중신들은 쿠데타를 일으켜 브르간과 아난다를 살해하고, 몽골 고원의 방위를 담당하던 테무르의 조카 카이산을 황제로 맞이했다.
카이산이 죽자 카이산의 두 아들은 변방으로 좌천되었고 카이산파의 장교들은 숙청되었다. 카이산의 사후는 동생 아유르바르와다가 제위를 이었으나, 그의 치세는 대대로 옹기라트씨 출신의 황후에게 상속된 막대한 재산의 상속자였던 온기라트부 출신의 아유르바르와다의 어머니 다기 카톤이 궁정내의 권력을 장악하여 칸의 명령보다도 모후의 명령이 더 권위를 가질 정도라고 이야기 되었다.
그 때문에 비교적 안정된 아유르바르와다의 치세가 1320년에 끝나고, 아유르바르와다의 뒤를 시데바라 계승했다. 그는 아유르바르와다 부얀투 칸과 훈기라트족의 라드나시리의 장남이었다.
시디발라의 강력한 조모 다기는 시디발라를 황태자로 임명하였고 다시 칸으로 설치하였다. 왜냐하며 그는 훈기라트 하툰의 아이였기 때문이었다. 그때 제국은 거의 파산상태였다. 그러나 약간의 다기의 꼭두각시가 있었다. 그녀의 손자의 계승 직후에 다기는 테무데르를 비서실장으로 복위시켰다.
1322년 다기와 테무데르가 죽었다. 다시 정쟁이 재연되었다. 1323년 시디발라 게게엔 칸이 테그시(鐵失)에 의해 암살될 때 예순 테무르는 반란군에 의해 지지되었는데 그의 어머니가 홍기라트 족의 부얀 켈미시였기 때문이었다.
아유르바르와다가 죽은 뒤부터 1333년 토곤 테무르가 즉위할 때까지 13년간 7명의 황제가 차례로 교대하는 이상사태가 발생했다.
겨우 제위가 안정된 것은 다수의 황족이 황위를 둘러싼 항쟁에 의해 쓰러진 끝에, 광서에서 추방생활을 보내던 토곤 테무르의 즉위에 의해서 이었다.
토곤테무르의 첫 황후 다나슈리가 탕기시의 반란으로 1340년 폐위된 후 기황후를 황후로 삼으려고 하였다. 그러나 실권자 바얀이 그것을 반대하였다. 바얀이 숙청된 후 그는 1340년 제2황후(제1황후는 옹기라트 출신의 바얀 후투그였다)가 되었다.
기황후의 아들 아유르시리다르는 1353년에 황태자가 되었다. 그의 고려출신 환관 박불화(朴不花)를 이용하여 그녀는 황제가 황위를 아유르시리다르에게 건내게 압박하였다. 그리하여 황제는 그녀에게서 멀어졌다.
몽골은 고려를 병합하지는 않았지만 그녀의 오빠 기철은 왕의 지위를 압박하고 공민왕은 1356년 일격에 기씨족을 멸하였다.
1364년 기황후는 덕흥군을 고려의 왕으로 세우고 고려로 군대를 보냈다. 그것은 얄루강을 건너던 중 고려 군대에 격파되었다.
그 때에 황태자의 지지자와 반대자 사이에 내전이 있었고 반대하던 지도자 볼루드 테무르(孛羅帖木兒)는 결국 1364년 수도를 점령하였다.
아유르시리다르는 지지자인 코케 테무르(擴廓帖木爾)에게 달아났지만 기황후는 볼루드 테무르의 포로가 되었다. 볼루드 테무르는 다음 해 코케 테무르에 의해 전복되었다.
다시 그녀는 코케 테무르의 지지로 그녀의 아들을 칸으로 즉위시키려 하였으나 실패하였다. 바얀 후투그가 죽은 후에 기황후는 제1황후가 되었다.
1. ↑  이주엽 (2003). 《16세기 중앙아시아 신흥국가들의 몽골제국 계승성 연구 - 우즈벡·카자흐칸국과 무굴제국의 지배계층을 중심으로 -》 (학위논문). 단국대학교 대학원. 10쪽.